# Почётные звания Московской области
Почётные звания Московской области — форма наград субъекта Российской Федерации — Московской области, учреждённая Правительством Московской области, согласно Закону Московской области от 22 декабря 2006 года № 243/2006-ОЗ «О наградах Московской области».
Почётные звания Московской области учреждены для награждения граждан за заслуги и большой личный вклад в социально-экономическое и культурное развитие Московской области, высокое профессиональное мастерство, добросовестный труд, способствующие развитию Московской области.
Звания присваиваются деятелям науки, артистам, архитекторам, работникам бытового обслуживания, дорожного хозяйства, ЖКХ, здравоохранения, культуры, образования, охраны природы, печати, промышленности, связи, сельского хозяйства, социальной защиты, торговли, транспорта, физической культуры, строителям, экономистам и юристам, внёсшим значительный вклад в сфере своей профессиональной деятельности.
Удостоенным почётных званий Московской области вручается соответствующий нагрудный знак и удостоверение к нему.

## Перечень званий
| Изображение награды | Наименование награды                                                                            | Дата учреждения      | Правила награждения | Источник                                                                                         |
|                     | Почётное звание «Заслуженный деятель науки Московской области»                                  | 22 декабря 2006 года | Почётное звание «Заслуженный деятель науки Московской области» присваивается выдающимся ученым, научным работникам, имеющим ученую степень, за особо ценные труды, плодотворную научно-практическую, научно-педагогическую, научно-методическую деятельность, большой личный вклад и заслуги в разработке приоритетных направлений науки, создании научных школ, воспитании и подготовке научных кадров Московской области, работающим в Московской области в указанной сфере не менее 10 лет. | Официальный текст закона с Положением о знаке Архивная копия от 31 марта 2019 на Wayback Machine |
|                     | Почётное звание «Заслуженный артист Московской области»                                         | 22 декабря 2006 года | Почётное звание «Заслуженный артист Московской области» присваивается артистам, режиссёрам, балетмейстерам, дирижёрам, хормейстерам, музыкальным исполнителям, создавшим высокохудожественные образы, спектакли, кинофильмы, телеспектакли, телефильмы, концертные, эстрадные, цирковые программы, музыкальные, телевизионные и радиопроизведения, достигшим высокого профессионального мастерства, внесшим значительный вклад в развитие культуры и искусства Московской области, работающим в указанной сфере не менее 10 лет. | Официальный текст закона с Положением о знаке Архивная копия от 31 марта 2019 на Wayback Machine |
|                     | Почётное звание «Заслуженный архитектор Московской области»                                     | 22 декабря 2006 года | Почётное звание «Заслуженный архитектор Московской области» присваивается высокопрофессиональным архитекторам, реставраторам, градостроителям, преподавателям учебных заведений за достижения в сфере градостроительства, в разработке проектов, создании и реконструкции гражданских, промышленных и сельских архитектурных комплексов, зданий и сооружений, получивших широкое признание общественности, большой личный вклад и заслуги в развитии архитектуры, научно-исследовательской работе в сфере архитектуры, в подготовке кадров, работающим в Московской области в указанной сфере не менее 10 лет. | Официальный текст закона с Положением о знаке                                                    |
|                     | Почётное звание «Заслуженный работник бытового обслуживания населения Московской области»       | 22 декабря 2006 года | Почётное звание «Заслуженный работник бытового обслуживания населения Московской области» присваивается высокопрофессиональным работникам предприятий, объединений, учреждений, организаций за заслуги в оказании бытовых услуг населению, разработке и внедрении прогрессивной техники и технологии, новых видов услуг, сырья, материалов, новых форм и методов обслуживания, расширении и укреплении материально-технической базы предприятий и их экологической безопасности, повышении уровня подготовки кадров и работающим в Московской области в данной сфере не менее 10 лет. | Официальный текст закона с Положением о знаке                                                    |
|                     | Почётное звание «Заслуженный ветеринарный работник Московской области»                          | 6 апреля 2018 года   | Почетное звание "Заслуженный ветеринарный работник Московской области" присваивается работникам органов и организаций, осуществляющих деятельность в области ветеринарии, за большой личный вклад в развитие ветеринарии в Московской области, заслуги в обеспечении ветеринарно-санитарного благополучия, защиты населения от болезней, общих для человека и животных, предупреждения и ликвидации болезней животных и их лечения, работающим в Московской области в указанной сфере не менее 10 лет. | Официальный текст закона с Положением о знаке Архивная копия от 31 марта 2019 на Wayback Machine |
|                     | Почётное звание «Заслуженный работник дорожного хозяйства Московской области»                   | 22 декабря 2006 года | Почётное звание «Заслуженный работник дорожного хозяйства Московской области» присваивается за большой личный вклад в развитие дорожного хозяйства и обеспечение сохранности дорог, за заслуги в производственной деятельности, разработке и внедрении прогрессивных проектов и технологий, передового опыта организации работ, механизации и автоматизации труда, достижении высокой эффективности производства и работающим в Московской области в указанной сфере не менее 10 лет. | Официальный текст закона с Положением о знаке Архивная копия от 31 марта 2019 на Wayback Machine |
|                     | Почётное звание «Заслуженный работник жилищно-коммунального хозяйства Московской области»       | 22 декабря 2006 года | Почётное звание «Заслуженный работник жилищно-коммунального хозяйства Московской области» присваивается высокопрофессиональным работникам предприятий, объединений, учреждений, организаций за заслуги в оказании жилищных и коммунальных услуг населению, организации устойчивого и качественного функционирования коммунального хозяйства, водоочистки и водообеспечения, службы отопления, освещения, благоустройства и сохранения жилого фонда, за активное участие во внедрении автоматизации и механизации труда, в ликвидации последствий чрезвычайных ситуаций, повышении уровня подготовки кадров и работающим в Московской области в указанной сфере не менее 10 лет. | Официальный текст закона с Положением о знаке Архивная копия от 31 марта 2019 на Wayback Machine |
|                     | Почётное звание «Заслуженный работник здравоохранения Московской области»                       | 22 декабря 2006 года | Почётное звание Московской области «Заслуженный работник здравоохранения Московской области» присваивается высококвалифицированным врачам, средним и младшим медицинским работникам, провизорам, фармацевтам лечебно-профилактических, научно-исследовательских учреждений, органов здравоохранения, фармацевтических и аптечных организаций, независимо от ведомственной принадлежности за большой личный вклад в организацию и развитие здравоохранения, за заслуги в охране здоровья населения, за достижения в повышении качества медицинской помощи и лекарственного обеспечения, работающим в Московской области в указанной сфере не менее 10 лет. | Официальный текст закона с Положением о знаке Архивная копия от 31 марта 2019 на Wayback Machine |
|                     | Почётное звание «Заслуженный работник культуры Московской области»                              | 22 декабря 2006 года | Почётное звание «Заслуженный работник культуры Московской области» присваивается высококвалифицированным работникам учреждений, организаций и органов культуры, искусства, полиграфии, печати, кинофикации, радио, телевидения, учебных заведений культуры и искусства за заслуги в развитии культуры, просвещения, гуманитарных наук, литературы и искусства, нравственном и эстетическом воспитании граждан; за большой вклад в изучение и сохранение культурного наследия, в сближение и взаимообогащение культур наций и народностей, а также наиболее отличившимся участникам самодеятельного творчества и лицам, участвующим в работе указанных учреждений и организаций культуры на общественных началах, работающим в Московской области в указанной сфере не менее 10 лет. | Официальный текст закона с Положением о знаке Архивная копия от 31 марта 2019 на Wayback Machine |
|                     | Почётное звание «Заслуженный работник лесного хозяйства Московской области»                     | 27 июля 2017 года    | Почетное звание "Заслуженный работник лесного хозяйства Московской области" присваивается работникам органа, реализующего государственную политику в сфере лесных отношений, работникам организаций, осуществляющих деятельность, направленную на охрану, защиту, восстановление, улучшение качества, повышение продуктивности лесов, работающим в Московской области в указанной сфере не менее 10 лет, за большой личный вклад и заслуги в развитии лесного хозяйства Московской области. | Официальный текст закона с Положением о знаке Архивная копия от 31 марта 2019 на Wayback Machine |
|                     | Почётное звание «Заслуженный работник образования Московской области»                           | 22 декабря 2006 года | Почётное звание «Заслуженный работник образования Московской области» присваивается высокопрофессиональным учителям, преподавателям, воспитателям и другим работникам дошкольных учреждений, общеобразовательных учреждений всех видов, учреждений дополнительного (внешкольного) образования, детских домов, учреждений начального, среднего профессионального образования, учреждений высшего педагогического образования, институтов повышения квалификации работников образования, органов управления образованием, научно-исследовательских институтов системы образования за заслуги в педагогической и воспитательной деятельности, обеспечивающей получение обучающимися и воспитанниками глубоких знаний, развитие и совершенствование их творческого потенциала, в создании инновационных учебно-методических пособий, программ, авторских методик, участии в научно-методическом обеспечении образовательного процесса и работающим в Московской области в указанной сфере не менее 10 лет. | Официальный текст закона с Положением о знаке Архивная копия от 31 марта 2019 на Wayback Machine |
|                     | Почётное звание «Заслуженный работник охраны природы Московской области»                        | 22 декабря 2006 года | Почётное звание «Заслуженный работник охраны природы Московской области» присваивается высокопрофессиональным работникам природоохранных органов, рабочим, инженерно-техническим работникам и служащим предприятий и организаций, работникам научно-исследовательских, проектных, технологических организаций, других учреждений и организаций, занимающихся экологическими проблемами, за большие заслуги в охране природы, сохранении и возобновлении природных ресурсов, сохранении растительного и животного мира, разработке и освоении малоотходных и безотходных технологий по утилизации отходов, строительстве пылегазоулавливающих установок и очистных сооружений, работающим в Московской области в указанной сфере не менее 10 лет. | Официальный текст закона с Положением о знаке Архивная копия от 31 марта 2019 на Wayback Machine |
|                     | Почётное звание «Заслуженный работник печати Московской области»                                | 22 декабря 2006 года | Почётное звание «Заслуженный работник печати Московской области» присваивается гражданам за большой личный вклад и заслуги в развитии и организации деятельности средств массовой информации и издательско-полиграфического комплекса, работающим в Московской области в указанной сфере не менее 10 лет. | Официальный текст закона с Положением о знаке Архивная копия от 31 марта 2019 на Wayback Machine |
|                     | Почётное звание «Заслуженный работник промышленности Московской области»                        | 22 декабря 2006 года | Почётное звание «Заслуженный работник промышленности Московской области» присваивается высококвалифицированным работникам, руководящим работникам предприятий промышленности, производственных объединений, научно-исследовательских и проектно-конструкторских организаций, имеющим особые заслуги в деле развития промышленности, в достижении высоких показателей эффективности производства, во внедрении достижений науки и техники, обеспечении безопасных условий труда, работающим в Московской области в указанной сфере не менее 10 лет. | Официальный текст закона с Положением о знаке Архивная копия от 31 марта 2019 на Wayback Machine |
|                     | Почётное звание «Заслуженный работник связи Московской области»                                 | 22 декабря 2006 года | Почётное звание «Заслуженный работник связи Московской области» присваивается высокопрофессиональным работникам предприятий связи, производственных объединений, научно-исследовательских и проектно-конструкторских организаций связи за заслуги в развитии и совершенствовании средств связи, достижении высоких показателей эффективности производства, улучшении обслуживания населения, предприятий, учреждений и организаций, разработке и внедрении достижений науки и техники принципиально новой высокоэффективной техники и технологий и работающим в Московской области в указанной сфере не менее 10 лет. | Официальный текст закона с Положением о знаке Архивная копия от 31 марта 2019 на Wayback Machine |
|                     | Почётное звание «Заслуженный работник сельского хозяйства Московской области»                   | 22 декабря 2006 года | Почётное звание «Заслуженный работник сельского хозяйства Московской области» присваивается работникам, специалистам сельскохозяйственных организаций (товаропроизводителей), работникам научно-исследовательских учреждений по сельскому хозяйству, других организаций агропромышленного комплекса, добившимся увеличения производства сельскохозяйственных продуктов, повышения урожайности сельскохозяйственных культур, повышения продуктивности животноводства, высокопроизводительного использования сельскохозяйственной техники, улучшения сохранности сельхозпродукции и имеющим особые заслуги в развитии сельского хозяйства Московской области, работающим в Московской области в указанной сфере не менее 10 лет. | Официальный текст закона с Положением о знаке Архивная копия от 31 марта 2019 на Wayback Machine |
|                     | Почётное звание «Заслуженный работник социальной защиты населения Московской области»           | 22 декабря 2006 года | Почётное звание «Заслуженный работник социальной защиты населения Московской области» присваивается работникам органов, учреждений и предприятий системы социальной защиты населения за заслуги в организации социальной помощи гражданам и их пенсионного обеспечения, различных форм и видов благотворительности нуждающимся, в развитии научных исследований по важнейшим направлениям социальной защиты населения и работающим в Московской области в указанной сфере не менее 10 лет. | Официальный текст закона с Положением о знаке Архивная копия от 31 марта 2019 на Wayback Machine |
|                     | Почётное звание «Заслуженный работник торговли Московской области»                              | 22 декабря 2006 года | Почётное звание Московской области «Заслуженный работник торговли Московской области» присваивается гражданам за большой личный вклад в развитие и организацию государственной, кооперативной, частной торговли и общественного питания, за заслуги в развитии торговой сети, совершенствовании форм и методов торговли, обеспечении высокой культуры торгового обслуживания населения, подготовке кадров, работающим в Московской области в указанной сфере не менее 10 лет. | Официальный текст закона с Положением о знаке Архивная копия от 31 марта 2019 на Wayback Machine |
|                     | Почётное звание «Заслуженный работник транспорта Московской области»                            | 22 декабря 2006 года | Почётное звание «Заслуженный работник транспорта Московской области» присваивается работникам автомобильного и других видов транспорта за большие заслуги в повышении эффективности производства и улучшении использования транспортных средств, снижении себестоимости перевозок, повышении качества транспортных услуг, экономии материальных и топливных ресурсов, обеспечении безопасности движения в Московской области, работающим в Московской области в указанной сфере не менее 10 лет. | Официальный текст закона с Положением о знаке Архивная копия от 31 марта 2019 на Wayback Machine |
|                     | Почётное звание «Заслуженный работник физической культуры, спорта и туризма Московской области» | 22 декабря 2006 года | Почётное звание «Заслуженный работник физической культуры, спорта и туризма Московской области» присваивается за большой личный вклад и заслуги в развитии физической культуры, спорта и туризма, в том числе массового спорта и туризма, спорта высших достижений, в совершенствовании системы физического воспитания населения, организационно-методической, учебно-тренировочной, воспитательной, инженерно-технической, научно-педагогической, туристской и хозяйственной деятельности, работающим в Московской области в указанной сфере не менее 10 лет. | Официальный текст закона с Положением о знаке Архивная копия от 31 марта 2019 на Wayback Machine |
|                     | Почётное звание «Заслуженный строитель Московской области»                                      | 22 декабря 2006 года | Почётное звание «Заслуженный строитель Московской области» присваивается работникам строительной отрасли за заслуги в производственной деятельности, разработке и внедрении прогрессивных проектов и технологий, передового опыта организации работ, механизации и автоматизации труда, достижении высокой эффективности производства и качества строительно-монтажных работ и работающим в строительных, научно-исследовательских, проектных, проектно-изыскательских, монтажных и других организациях Московской области не менее 10 лет. | Официальный текст закона с Положением о знаке Архивная копия от 31 марта 2019 на Wayback Machine |
|                     | Почётное звание «Заслуженный экономист Московской области»                                      | 22 декабря 2006 года | Почётное звание «Заслуженный экономист Московской области» присваивается специалистам предприятий, учреждений и организаций Московской области за заслуги в области экономики и финансовой деятельности, в развитии экономической науки, подготовке кадров и работающим в указанной сфере не менее 10 лет. | Официальный текст закона с Положением о знаке Архивная копия от 31 марта 2019 на Wayback Machine |
|                     | Почётное звание «Заслуженный юрист Московской области»                                          | 22 декабря 2006 года | Почётное звание «Заслуженный юрист Московской области» присваивается юристам за заслуги в укреплении законности и правопорядка, защите прав и законных интересов граждан, развитии юридических наук, подготовке юридических кадров, совершенствовании законодательства Московской области и законотворчестве, безупречно проработавшим в судебных органах, органах прокуратуры, юстиции, внутренних дел, адвокатуры или в других государственных, муниципальных органах и общественных организациях Московской области не менее 10 лет. | Официальный текст закона с Положением о знаке Архивная копия от 31 марта 2019 на Wayback Machine |